# Время (газета, Казахстан)
«Время» — общественно-политическая газета Казахстана.
Основные рубрики: Политика, общество, происшествия, спорт, культура, «вы — репортер», «в мире».

## Содержание и тематика
На страницах газеты «Время» публикуются общественно значимые события. Представлена экономическая, политическая и международная аналитика.

## Распространение
Газета выходит в тираж с 20 мая 1999 года, распространяется по всем регионам Казахстана, как в розницу, так и по подписке. Периодичность выпуска: 4 раза в неделю — вторник, среда, четверг, суббота.
Есть веб-сайт издания «Время» и представлен в таких социальных сетях как: facebook, twitter, ВКонтакте, Instagram, Google+.
Электронная версия на русском языке.

## История
20 мая 1999 года — вышел в свет первый номер издания. Газета «Время» была основана известным казахстанским журналистом Игорем Мельцером.
20 мая 2006 года собственник издания уволил, главного редактора Игоря Мельцера и генерального директора Бориса Копельмана, и назначает на их должности Габдуллина Бигельды, но уже 31 мая Мельцер и Копельман были восстановлены в своих должностях.
В 2006 году — контрольный пакет акций ТОО "Издательство «Время» в размере 77,5 % были приобретены бизнесменом Артуром Цай, оставшиеся — 22,5 % принадлежали Нуржану Субханбердину.
В 2011 году — в связи с уходом Игоря Мельцера на пенсию, должность главного редактора газеты достается Марату Асипову. А в 2012 году — стало известно об увольнении Асипова, и, руководителем редакции назначается Лев Тараков.

### Главные редакторы
1. 1999—2011 годы (с небольшим перерывом  в 2006 г.) — Мельцер, Игорь Максимович[8].
2. 2006 год — Габдуллин, Бигельды Кайрдосович[9][10].
3. 2011—2012 год — Асипов, Марат Сапабекович[11].
4. 2011— по настоящее время Тараков, Лев Юрьевич[12].

## Награды
1. В 2010 году — лауреат ежегодной общественной национальной премии «Алтын Жүрек»[13].
2. В 2014 году главный редактор издания Лев Тараков получил Премию Президента Республики Казахстан в области средств массовой информации[14].
3. В 2016 году фотокорреспондент газеты «Время» Владимир Заикин признан лауреатом премии «Союза журналистов Казахстана» в номинации — «Фоторабота»[15].
4. В 2017 году — в день работников связи и информации Председатель Верховного Суда Кайрат Мами отметил профессионализм корреспондентов издания и вручил газете почетную грамоту[16].
5. В 2018 году журналист газеты время Аскар Джалдинов стал лауреатом национальной премии «Уркер» в номинации «Лучшее журналистское расследование»[17].

## Скандалы
В 2004 году прошел судебный процесс инициированный председателем правления Республиканского инновационного фонда Жабагиным Асыгатом по обвинению журналиста издания Геннадия Бендицкого в клевете, в оскорблении чести и достоинства.
В 2007 году издание подала иск в суд на министра культуры и информации Ермухамета Ертысбаева. В 2008 году коллегия Верховного Суда Республики Казахстан, удовлетворила исковые требования редакции газеты.
В 2012 году редакция газеты подает исковое заявления в отношении пресс-секретаря акима города Алма-Ата Сергея Куянова за его высказывания в отношении газеты "Время". Однако суд не удовлетворил иск, не обнаружив в высказываниях Куянова оскорблений в адрес газеты «Время».
В 2012 году газета проигрывает судебный процесс казахстанскому олигарху Алиджану Ибрагимову.
В 2014 году издание проигрывает суд карагандинскому чиновнику по факту публикации материалов, порочащих честь и достоинство, а также деловую репутацию истца.